# Braslou
Braslou est une commune française du département d'Indre-et-Loire, en région Centre-Val de Loire.

## Géographie
Braslou est située dans un massif forestier assez vallonné, à sept kilomètres de Richelieu, soixante kilomètres de Tours, cinquante-cinq de Poitiers, et à équidistance, à vingt-cinq kilomètres, de Chinon et de Saint-Maure-de-Touraine.
|                 | Courcoué |         |
| Chaveignes      | Braslou  | Luzé    |
| Braye-sous-Faye | Razines  | Jaulnay |

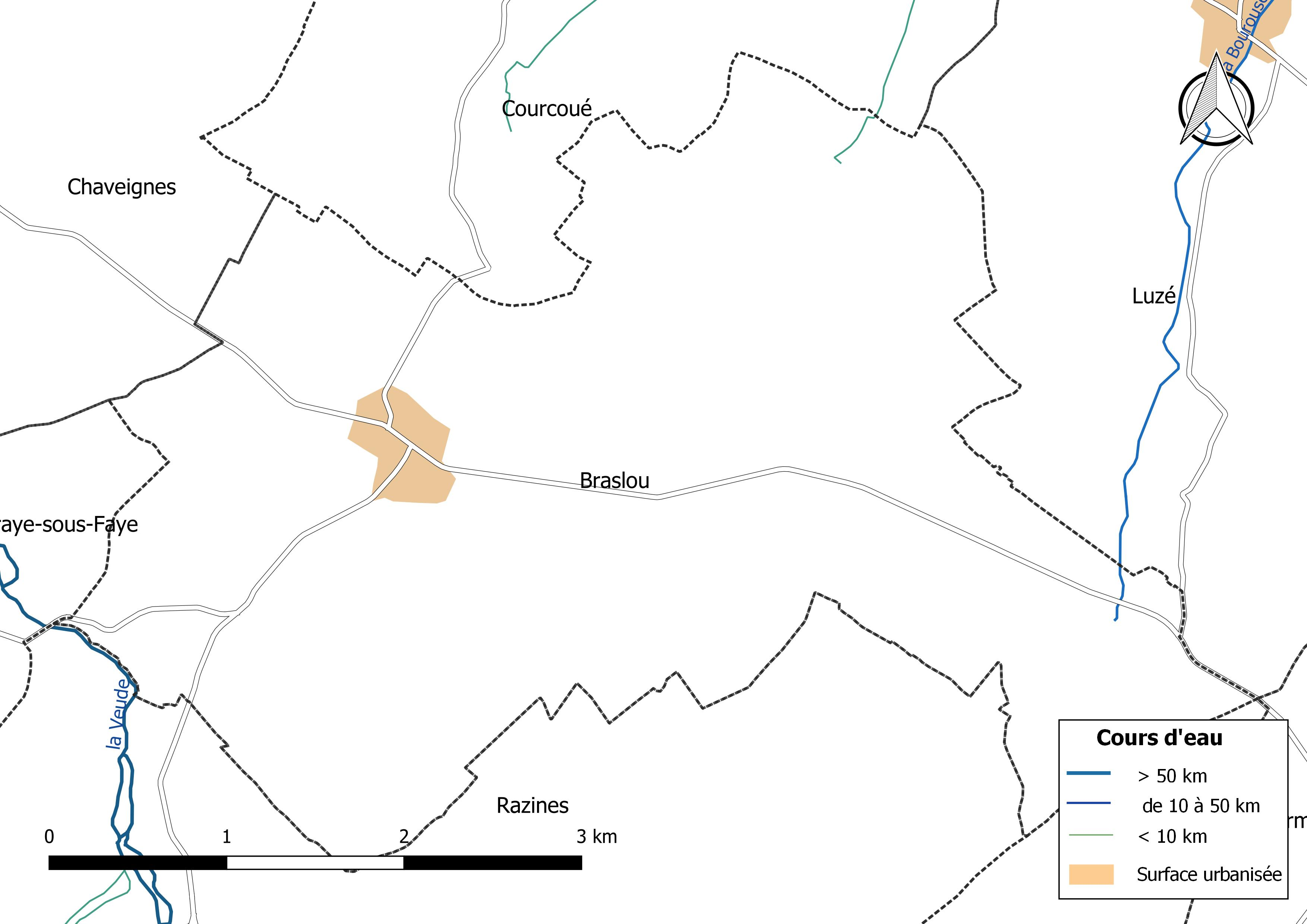
Réseau hydrographique de Braslou.

Le réseau hydrographique communal, d'une longueur totale de 0,72 km, comprend un cours d'eau notable, la Bourouse (0,301 km), et un petits cours d'eau pour certains temporaires,.
La Bourouse, d'une longueur totale de 14,8 km, prend sa source dans la commune de Braslou et se jette  dans la Vienne à Theneuil, après avoir traversé d'ouest en est 7 communes. 
Sur le plan piscicole, la Bourouse est classée en deuxième catégorie piscicole. Le groupe biologique dominant est constitué essentiellement de poissons blancs (cyprinidés) et de carnassiers (brochet, sandre et perche).
Quatre zones humides ont été répertoriées sur la commune par la direction départementale des territoires (DDT) et le Conseil départemental d'Indre-et-Loire : « la vallée du Ruisseau de la Rivière Marteau à la Chapelle », « le moulin Corneau », « l'étang du Carroi des Sept Chemins », « l'étang de Bouquilly »,.

### Climat
Pour des articles plus généraux, voir Climat du Centre-Val de Loire et Climat d'Indre-et-Loire.
En 2010, le climat de la commune est de type climat océanique altéré, selon une étude du CNRS s'appuyant sur une série de données couvrant la période 1971-2000. En 2020, Météo-France publie une typologie des climats de la France métropolitaine dans laquelle la commune est toujours exposée à un climat océanique altéré et est dans la région climatique Moyenne vallée de la Loire, caractérisée par une bonne insolation (1 850 h/an) et un été peu pluvieux.
Pour la période 1971-2000, la température annuelle moyenne est de 11,7 °C, avec une amplitude thermique annuelle de 14,9 °C. Le cumul annuel moyen de précipitations est de 666 mm, avec 11 jours de précipitations en janvier et 6,5 jours en juillet. Pour la période 1991-2020, la température moyenne annuelle observée sur la station météorologique de Météo-France la plus proche, sur la commune de Courcoué à 4 km à vol d'oiseau, est de 12,5 °C et le cumul annuel moyen de précipitations est de 688,4 mm,. Pour l'avenir, les paramètres climatiques de la commune estimés pour 2050 selon différents scénarios d'émission de gaz à effet de serre sont consultables sur un site dédié publié par Météo-France en novembre 2022.

## Urbanisme

### Typologie
Au 1er janvier 2024, Braslou est catégorisée commune rurale à habitat très dispersé, selon la nouvelle grille communale de densité à sept niveaux définie par l'Insee en 2022.
Elle est située hors unité urbaine et hors attraction des villes,.

### Occupation des sols
L'occupation des sols de la commune, telle qu'elle ressort de la base de données européenne d’occupation biophysique des sols Corine Land Cover (CLC), est marquée par l'importance des territoires agricoles (74,3 % en 2018), une proportion identique à celle de 1990 (74,3 %). La répartition détaillée en 2018 est la suivante : 
terres arables (50,4 %), forêts (24 %), zones agricoles hétérogènes (19 %), prairies (4,4 %), zones urbanisées (1,7 %), cultures permanentes (0,7 %). L'évolution de l’occupation des sols de la commune et de ses infrastructures peut être observée sur les différentes représentations cartographiques du territoire : la carte de Cassini (XVIIIe siècle), la carte d'état-major (1820-1866) et les cartes ou photos aériennes de l'IGN pour la période actuelle (1950 à aujourd'hui).

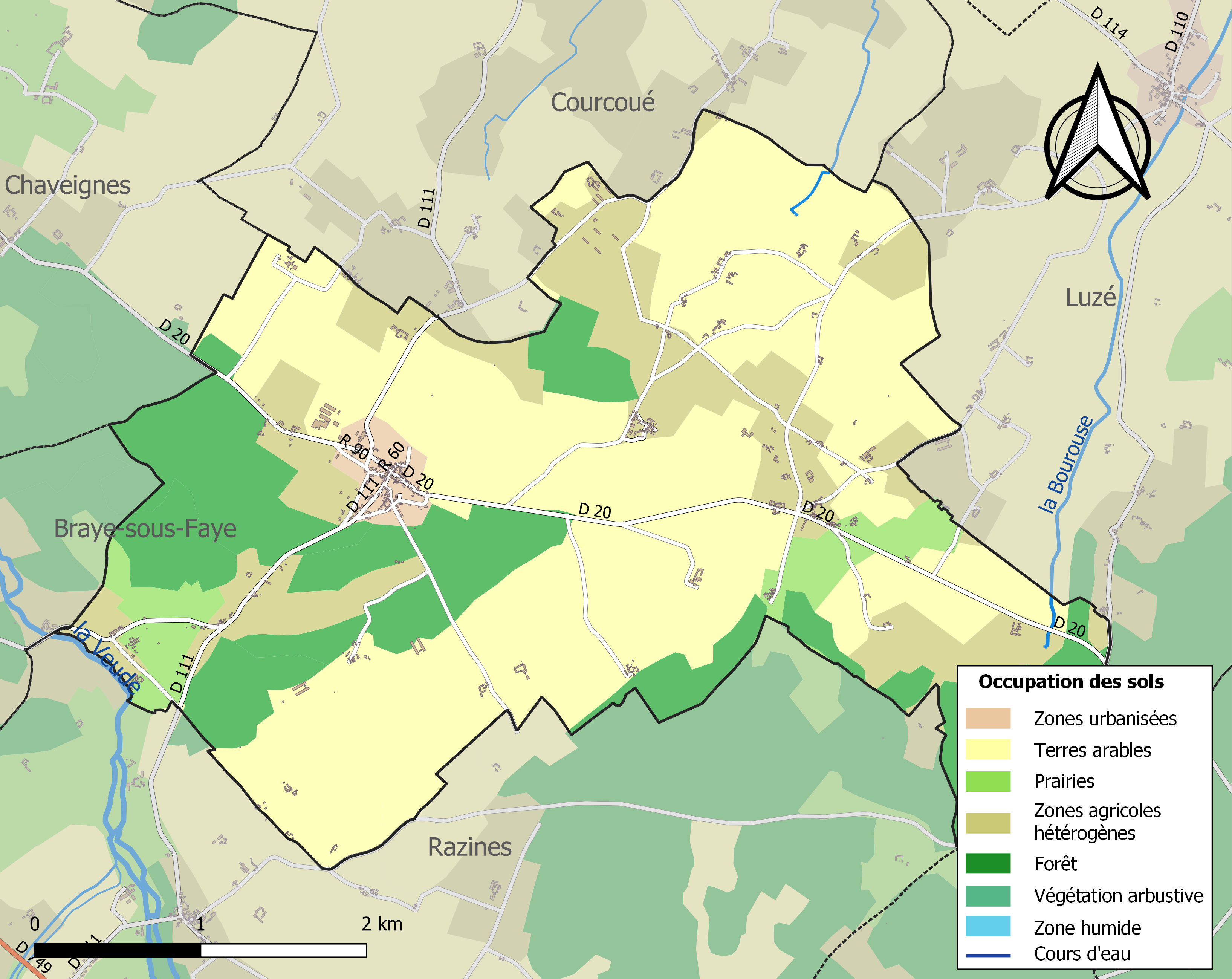
Carte des infrastructures et de l'occupation des sols de la commune en 2018 (CLC).

### Risques majeurs
Le territoire de la commune de Braslou est vulnérable à différents aléas naturels : météorologiques (tempête, orage, neige, grand froid, canicule ou sécheresse), feux de forêts et séisme (sismicité modérée). Un site publié par le BRGM permet d'évaluer simplement et rapidement les risques d'un bien localisé soit par son adresse soit par le numéro de sa parcelle.
Pour anticiper une remontée des risques de feux de forêt et de végétation vers le nord de la France en lien avec le dérèglement climatique, les services de l’État en région Centre-Val de Loire (DREAL, DRAAF, DDT) avec les SDIS ont réalisé en 2021 un atlas régional du risque de feux de forêt, permettant d’améliorer la connaissance sur les massifs les plus exposés. La commune, étant pour partie dans les massifs de Richelieu et de Marigny, est classée au niveau de risque 1, sur une échelle qui en comporte quatre (1 étant le niveau maximal).

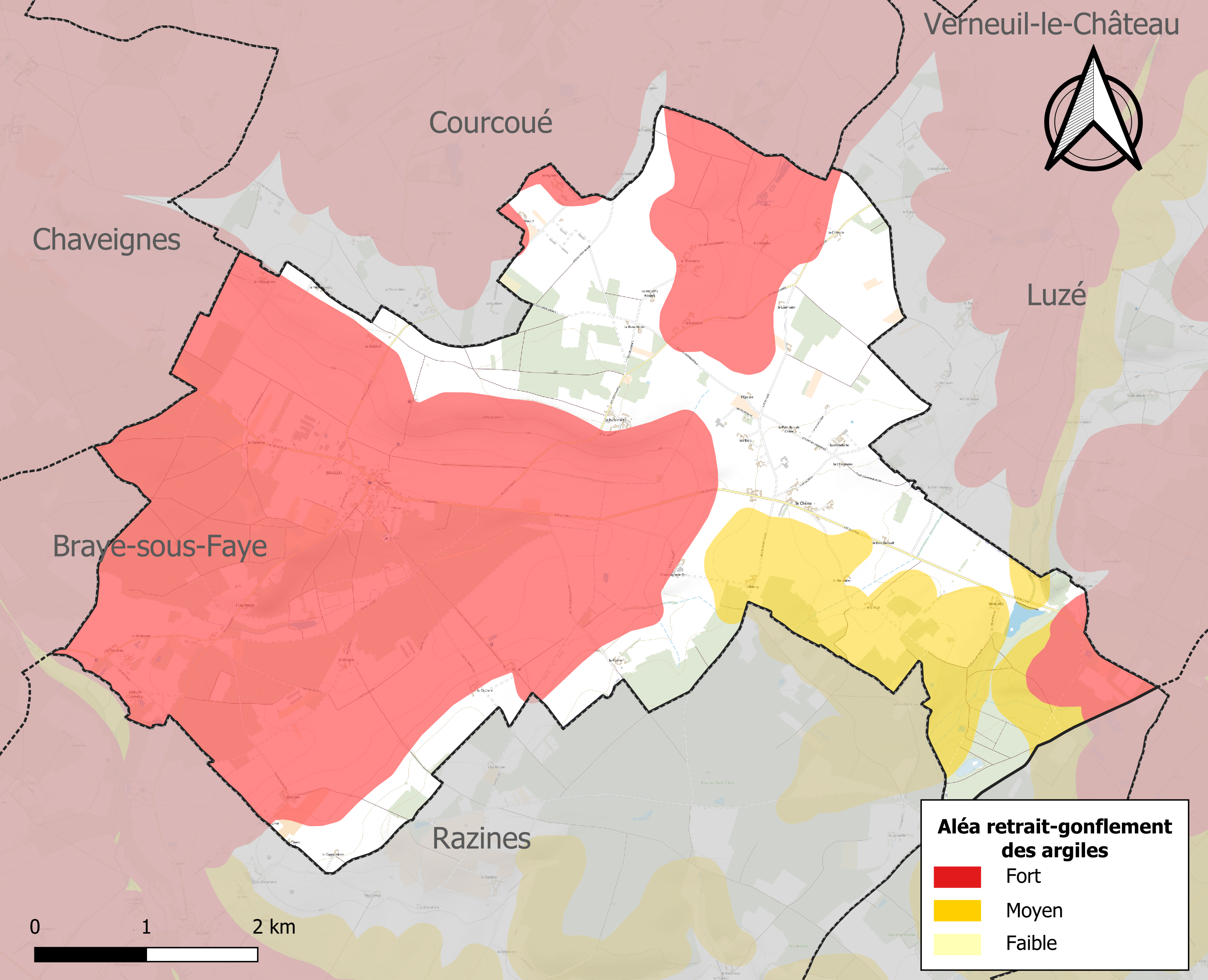
Carte des zones d'aléa retrait-gonflement des sols argileux de Braslou.

Le retrait-gonflement des sols argileux est susceptible d'engendrer des dommages importants aux bâtiments en cas d’alternance de périodes de sécheresse et de pluie. 68,7 % de la superficie communale est en aléa moyen ou fort (90,2 % au niveau départemental et 48,5 % au niveau national). Sur les 222 bâtiments dénombrés sur la commune en 2019, 157 sont en aléa moyen ou fort, soit 71 %, à comparer aux 91 % au niveau départemental et 54 % au niveau national. Une cartographie de l'exposition du territoire national au retrait gonflement des sols argileux est disponible sur le site du BRGM,.
Concernant les mouvements de terrains, la commune a été reconnue en état de catastrophe naturelle au titre des dommages causés par des mouvements de terrain en 1999.

## Histoire
La commune de Braslou fut citée pour la première fois dans les écrits dans le cartulaire de l'abbaye Notre-Dame de Noyers (hameau rattaché aujourd'hui à Nouâtre) au XIe siècle. Elle était à l'époque médiévale rattachée à Faye-la-Vineuse.

## Population et société

### Démographie
L'évolution du nombre d'habitants est connue à travers les recensements de la population effectués dans la commune depuis 1793. Pour les communes de moins de 10 000 habitants, une enquête de recensement portant sur toute la population est réalisée tous les cinq ans, les populations de référence des années intermédiaires étant quant à elles estimées par interpolation ou extrapolation. Pour la commune, le premier recensement exhaustif entrant dans le cadre du nouveau dispositif a été réalisé en 2006.

En 2022, la commune comptait 320 habitants, en évolution de +3,9 % par rapport à 2016 (Indre-et-Loire : +1,67 %, France hors Mayotte : +2,11 %).
| 1793 | 1800 | 1806 | 1821 | 1831 | 1836 | 1841 | 1846 | 1851 |
| ---- | ---- | ---- | ---- | ---- | ---- | ---- | ---- | ---- |
| 383  | 425  | 348  | 417  | 401  | 400  | 422  | 443  | 461  |

| 1856 | 1861 | 1866 | 1872 | 1876 | 1881 | 1886 | 1891 | 1896 |
| ---- | ---- | ---- | ---- | ---- | ---- | ---- | ---- | ---- |
| 455  | 475  | 489  | 454  | 436  | 472  | 517  | 514  | 516  |

| 1901 | 1906 | 1911 | 1921 | 1926 | 1931 | 1936 | 1946 | 1954 |
| ---- | ---- | ---- | ---- | ---- | ---- | ---- | ---- | ---- |
| 558  | 558  | 562  | 521  | 490  | 489  | 460  | 489  | 480  |

| 1962 | 1968 | 1975 | 1982 | 1990 | 1999 | 2006 | 2011 | 2016 |
| ---- | ---- | ---- | ---- | ---- | ---- | ---- | ---- | ---- |
| 471  | 438  | 397  | 360  | 367  | 326  | 338  | 304  | 308  |

| 2021 | 2022 | - | - | - | - | - | - | - |
| ---- | ---- | - | - | - | - | - | - | - |
| 313  | 320  | - | - | - | - | - | - | - |

### Équipements culturels et sportifs
La commune possède une vaste base de loisirs composée d'un terrain de football, un court de tennis, une aire de swin golf, un étang de pêche et de détente, ainsi qu'un réseau de sentiers pédestres balisé à travers le massif forestier. Quelques commerces sont encore en activité dans le bourg.

## Culture locale et patrimoine

### Lieux et monuments
Unique monument architectural de la commune, l'église Notre-Dame est une construction moderne du XIXe siècle. Il ne reste aujourd'hui que le clocher ainsi que quelques fresques, le bâtiment principal de l'église fut construit plus tard.
Un ancien lavoir et une fontaine se trouvent au centre du bourg.